# Bruguières
 Bruguières  es una localidad y comuna de Francia, en la región de Occitania, departamento de Alto Garona, en el distrito de Toulouse  y cantón de Fronton.
Su población en el censo de 1999 era de 3.862 habitantes. Forma parte de la aglomeración urbana (agglomèration urbaine ) de Toulouse.
Está integrada en la Communauté de communes Hers et Garonne.

## Demografía
| 813 | 1169 | 1726 | 2524 | 3056 | 3862 |
| Para los censos de 1962 a 1999 la población legal corresponde a la población sin duplicidades (Fuente: INSEE [Consultar]) |      |      |      |      |      |

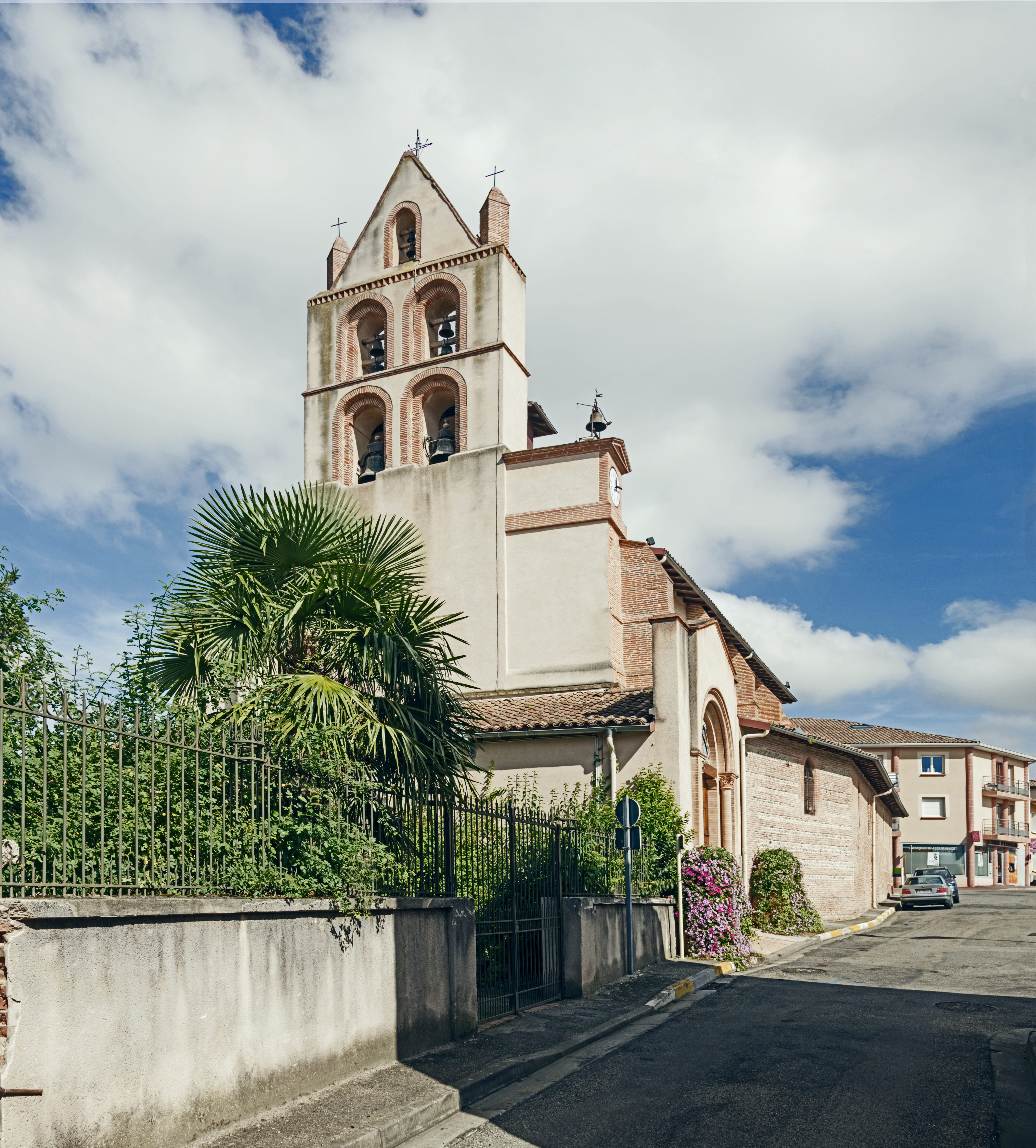
Église Saint-Martin
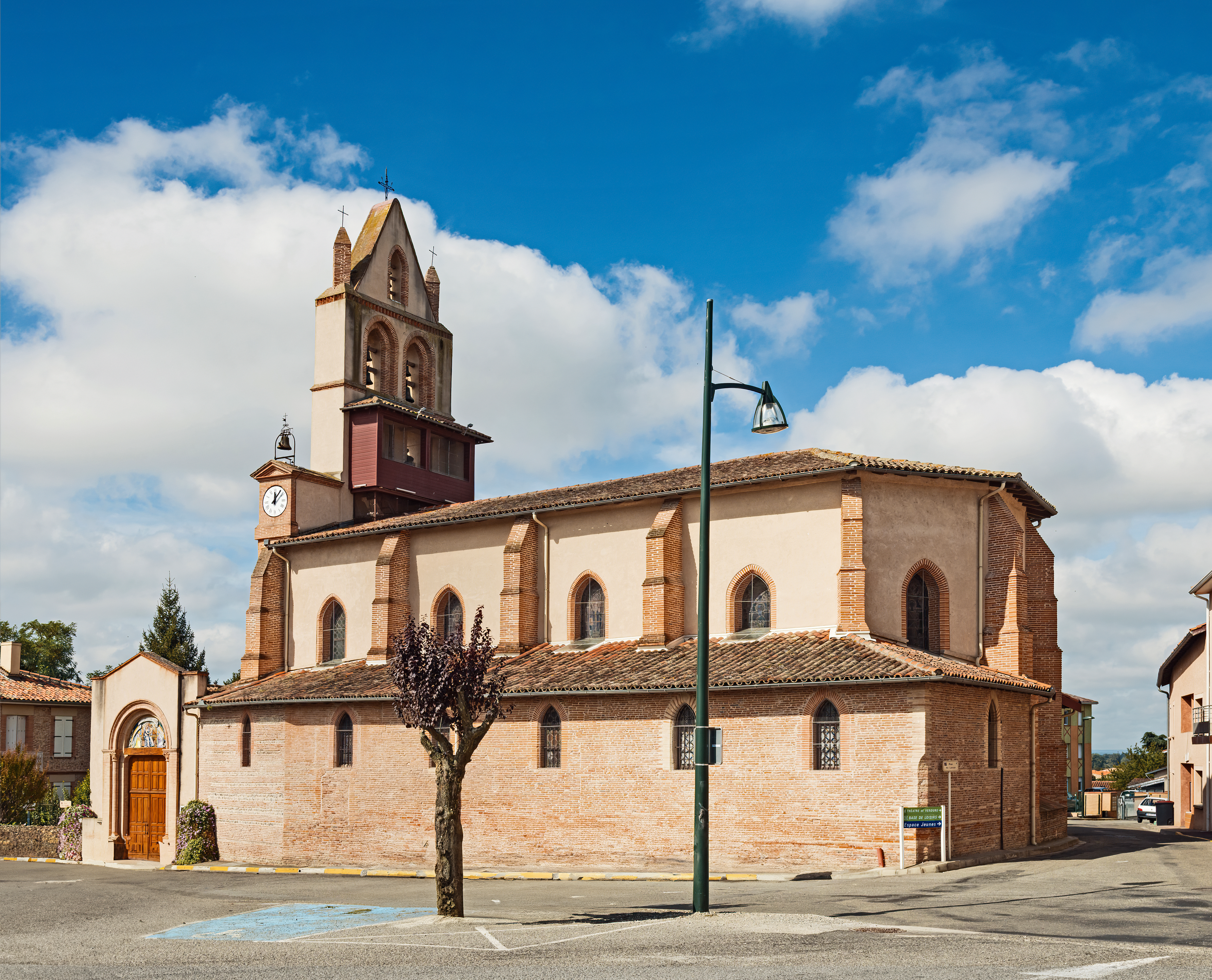
Église Saint-Martin

## Hermanamiento
- Jaraco (España)